# سیارک ۱۱۴۹۴
سیارک ۱۱۴۹۴ (به انگلیسی: 11494 Hibiki، نامگذاری:1988VM9) یازده هزار و چهارصد و نود و چهارمین سیارک کشف شده‌است که در ۲ نوامبر ۱۹۸۸ کشف شد.
قدر مطلق سیارک برابر ۱۸.۶ است.